# 洛科季區

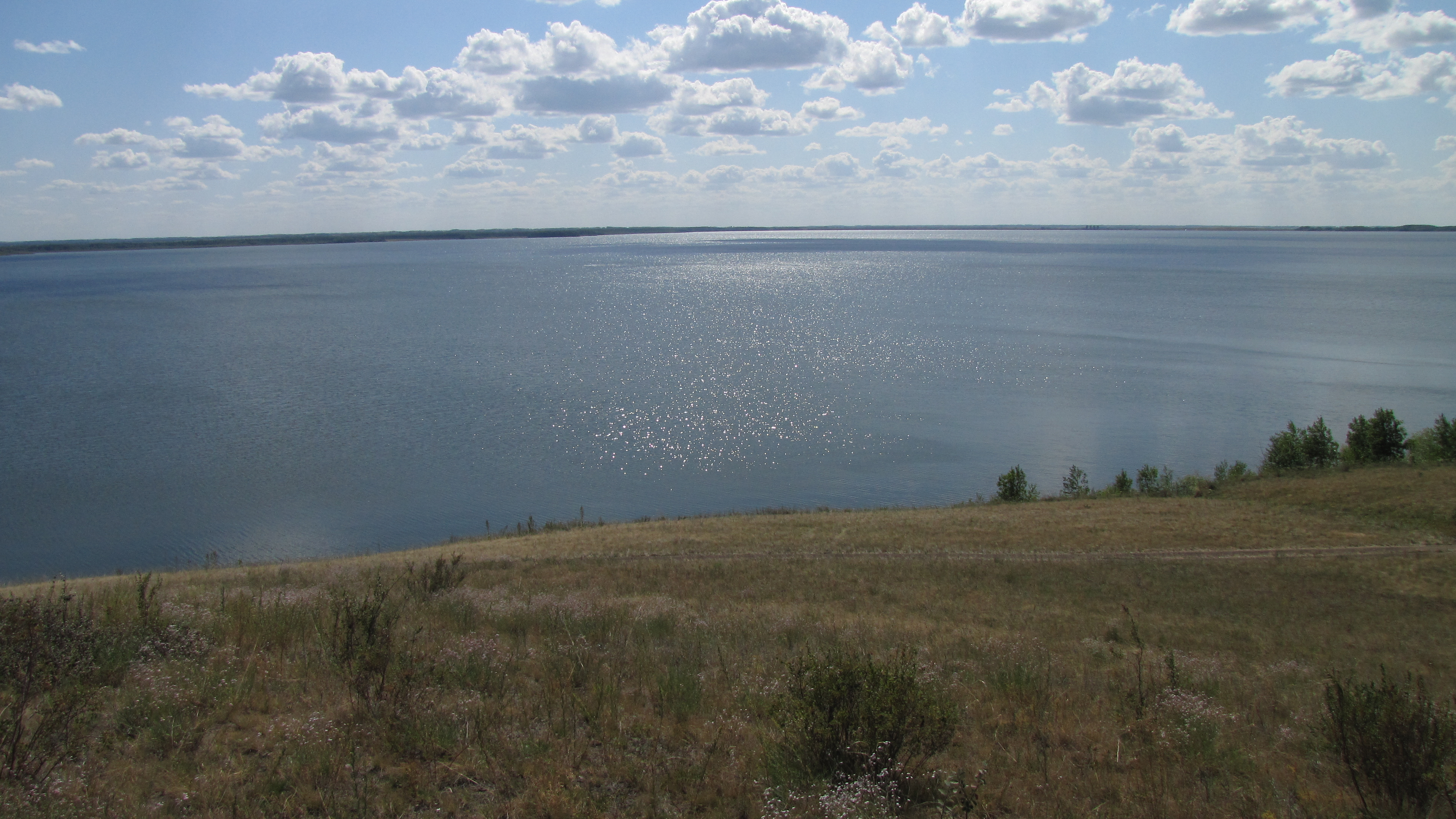
洛科季區的湖泊

51°00′N 81°28′E / 51.000°N 81.467°E
洛科季區（俄语：Локтевский район），是俄羅斯的一個區，位於該國南部，由阿爾泰邊疆區負責管轄，面積2,340平方公里，2010年人口29,658，人口密度每平方公里12.67人。